# Costești (Albac), Alba
Costești este un sat în comuna Albac din județul Alba, Transilvania, România. La recensământul din 2002 avea o populație de 115 locuitori.